# Комонджарі
Комонджарі (фр. Komondjari) — одна з 45 провінцій Буркіна-Фасо. Знаходиться в Східному регіоні, адміністративний центр провінції — місто Гаєрі. Площа Комонджарі — 5048 км².
Населення станом на 2006 рік — 80 047 осіб.

## Адміністративний поділ
Комонджарі підрозділяється на 3 департаменти.